# سفینه کهن رباعیات
سفینهٔ کهن رباعیات کتابی به تصحیح و مقدمۀ محمد افشین‌وفایی و ارحام مرادی است که در سال ۱۳۹۵ توسط نشر سخن به زبان فارسی منتشر شد. این کتاب در بخش متون قدیم در زمستان ۱۳۹۶ در فهرست نامزدهای دریافت جایزه کتاب سال قرار گرفت.
کتاب سفینه کهن رباعیات به عنوان یکی از برگزیدگان سی و پنجمین دوره کتاب سال ایران انتخاب شد.
مراسم سی و پنجمین دوره جایزه کتاب‌سال جمهوری اسلامی ایران و بیست و پنجمین دوره جایزه جهانی کتاب سال با حضور حسن روحانی، رئیس‌جمهوری ایران ۱۸ بهمن ۱۳۹۶ در تالار وحدت برگزار شد.

## دربارهٔ کتاب
سفینۀ کهن رباعیات یکی از قدیم‌ترین سفینه‌های شعری کهن است که تنها دربردارندۀ یک قالب شعری خاص یعنی رباعی است. این کتاب با دربرداشتن ۱۲۵۸ رباعی از مهم‌ترین سفینه‌های رباعیات محسوب می‌شود که در سدۀ هفتم هجری قمری تدوین شده است. تدوین این سفینه در شمال غرب ایران صورت گرفته و از شاعران گمنام و مشهور ارّان و شروان و به طور کلی شمال غرب ایران رباعیاتی دارد. سفینۀ کهن رباعیات ۱۳۱ باب دارد و به صورت موضوعی تبویب شده است. از این میان ۶۶ رباعی به هزلیات اختصاص دارد و هزلیات این کتاب در نوع خود بسیار جالب است. این سفینۀ کهن تعداد زیادی رباعی تازه به پیکرۀ شعر فارسی اضافه می‌کند و رباعی‌سرایان ناشناسی را به جمع شاعران پارسی‌گوی می‌افزاید. قدیم‌ترین مأخذی است که ۴۴ رباعی به نام خیام دارد و از آن میان ۱۹رباعی پیش‌تر جایی به نام او نیامده و ۱۳ رباعی هم تاکنون در هیچ منبع کهنی دیده نشده است. بسیاری از رباعیاتش منبع جانبی اما مهم در تصحیح رباعیات شاعران صاحب دیوان است. گذشته از این‌ها مطالعۀ این کتاب به شناخت بهتر گفتمان‌های ادبی و تحولاتش در آن منطقه می‌انجامد.

## جایزه‌ها
- کتاب برگزیده سال ۱۳۹۶[۱]

## کتاب سال
کتاب سال عنوان یک جایزه نیمه‌دولتی ایرانی است که هر ساله در بهمن ماه توسط خانه کتاب ایران با تأیید نهایی وزیر فرهنگ و ارشاد اسلامی به نویسندگان برگزیده و شایسته تقدیر در بخش‌های کلیات، فلسفه و روانشناسی، دین، علوم اجتماعی، زبان، علوم کاربردی، هنر، ادبیات و تاریخ و جغرافیا اعطا می‌شود.
پیش تر این جایزه تحت عنوان جایزه سلطنتی کتاب سال از سوی بنیاد پهلوی به کتاب‌های برگزیدهٔ اهدا می‌شد و تا نوروز ۱۳۵۷ ادامه داشت.

### ۳۵امین دوره
در سی و پنجمین دوره کتاب سال ایران آثار منتشر شده در بازه زمانی فروردین تا اسفند ۹۵ مورد ارزیابی و داوری قرار گرفته‌است. در مجموع ۵۵ هزار عنوان کتاب در این دوره قرار داشت که در نهایت ۲۵۵ اثر به مرحله دوم داوری راه یافت که در ۱۱ موضوع از جمله شامل کلیات، فلسفه، روانشناسی، فیلم، کودک و نوجوان و … در ۷۲ گروه مورد ارزیابی قرار گرفت. همچنین ۲۸ اثر تألیفی، ۱۳ اثر ترجمه ای و دو اثر تصحیحی انتخاب و به عنوان برگزیده یا شایسته تقدیر تعیین شده‌اند.